# Cheng Naishan
Pour les articles homonymes, voir Cheng.
Dans ce nom, le nom de famille, Cheng, précède le nom personnel.
Cheng Naishan, née en 1946 à Shanghai en Chine, morte le 22 avril 2013, est une écrivaine chinoise.

## Biographie
Cheng est née en 1946 à Shanghai, au sein d'une famille dont le grand-père est banquier. Sa famille s'installe à Hong-Kong en 1949, peu avant la fondation de la République populaire de Chine, puis revient à Shanghai en 1956. Cheng Naishan y fait des études d'anglais, obtenant un diplôme dans cette discipline en 1965. Elle enseigne par la suite cette langue. Elle commence à publier en 1979 et devient écrivain professionnel. Elle est aussi traductrice, ayant notamment traduit depuis l'anglais, avec sa mère Pan Zuojun, Life and Death in Shanghai, autobiographie de Nien Cheng, écrivaine chinoise exilée aux États-Unis.

## Œuvre
L'œuvre de Cheng Naishan est étroitement liée à la ville de Shanghai, ainsi qu'à la classe privilégiée dont elle est issue. Elle raconte dans ses œuvres les vicissitudes des membres de cette classe au cours de l'histoire de la Chine au xxe siècle.

## Traductions
- La Maison bleue, trad. Wang Anwei, Littérature chinoise, 1989
- « La Théière-caméléon », trad. Liu Hanyu, dans Œuvres choisies des femmes écrivains, Littérature chinoise, « Panda », 1995
- « Ton nom, mon prénom », trad. Marie Laureillard, dans Wang Anyi, Chen Danyan, Wei Hui, Cheng Naishan et Tang Yin, Shanghai, fantômes sans concession, Autrement, « Littérature/Romans d'une ville », 2004, p. 99-139.